# مستشفى العريش العام
مستشفى العريش العام هو مستشفى حكومي يقع في العريش بشمال سيناء تبلغ سعته السريرية 221 سريرًا.

## سعة المستشفى
تبلغ الطاقة الاستيعابية للمستشفى 221 سريرًا منهم 29 سريرًا للعناية المركزة، ويحتوي المستشفى على 60 ماكينة غسيل كلوي.